# Dicranota garhwalensis
Dicranota garhwalensis är en tvåvingeart som beskrevs av Alexander 1960. Dicranota garhwalensis ingår i släktet Dicranota och familjen hårögonharkrankar. Inga underarter finns listade i Catalogue of Life.